# Heli líquid

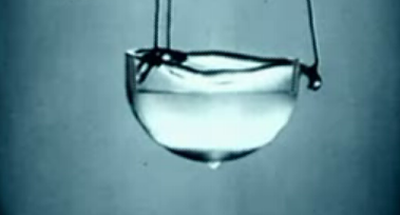
Heli líquid sobre un recipient.

L'Heli apareix en forma de gas només a una temperatura extremadament baixa. El seu punt d'ebullició i el seu punt crític depèn de l'isòtop de l’heli. La densitat de l’heli-4 líquid al seu punt d’ebullició i a una atmosfera de pressió és aproximadament de 0,125 g/mL
L’heli-4 va ser liquat per primera vegada el 10 de juliol de 1908 pel físic Heike Kamerlingh Onnes. L’heli-4 líquid es fa servir com refrigerant criogènic i comercialment es fa servir en imants superconductors. Es liqua a través del cicle de Hampson-Linde.
A causa de les seves febles forces interatòmiques, l’heli roman líquid a la temperatura propera al zero absolut i només solidifica sota grans pressions. A temperatures prou baixes l'heli i també l'heli-4, passen a la fase de superfluid.
| Propietatas de l’heli líquid                                     | Heli-4 | Heli-3                      |
| ---------------------------------------------------------------- | ------ | --------------------------- |
| Temperatura crítica                                              | 5.2 K  | 3.3 K                       |
| Punt d'ebullició a 1 atm                                         | 4.2 K  | 3.2 K                       |
| Pressió mínima de fusio                                          | 25 atm | 29 atm a 0.3 K              |
| Temperatura de transició superfluida a pressió de vapor saturada | 2.17 K | 1 m K en camp magnètic zero |

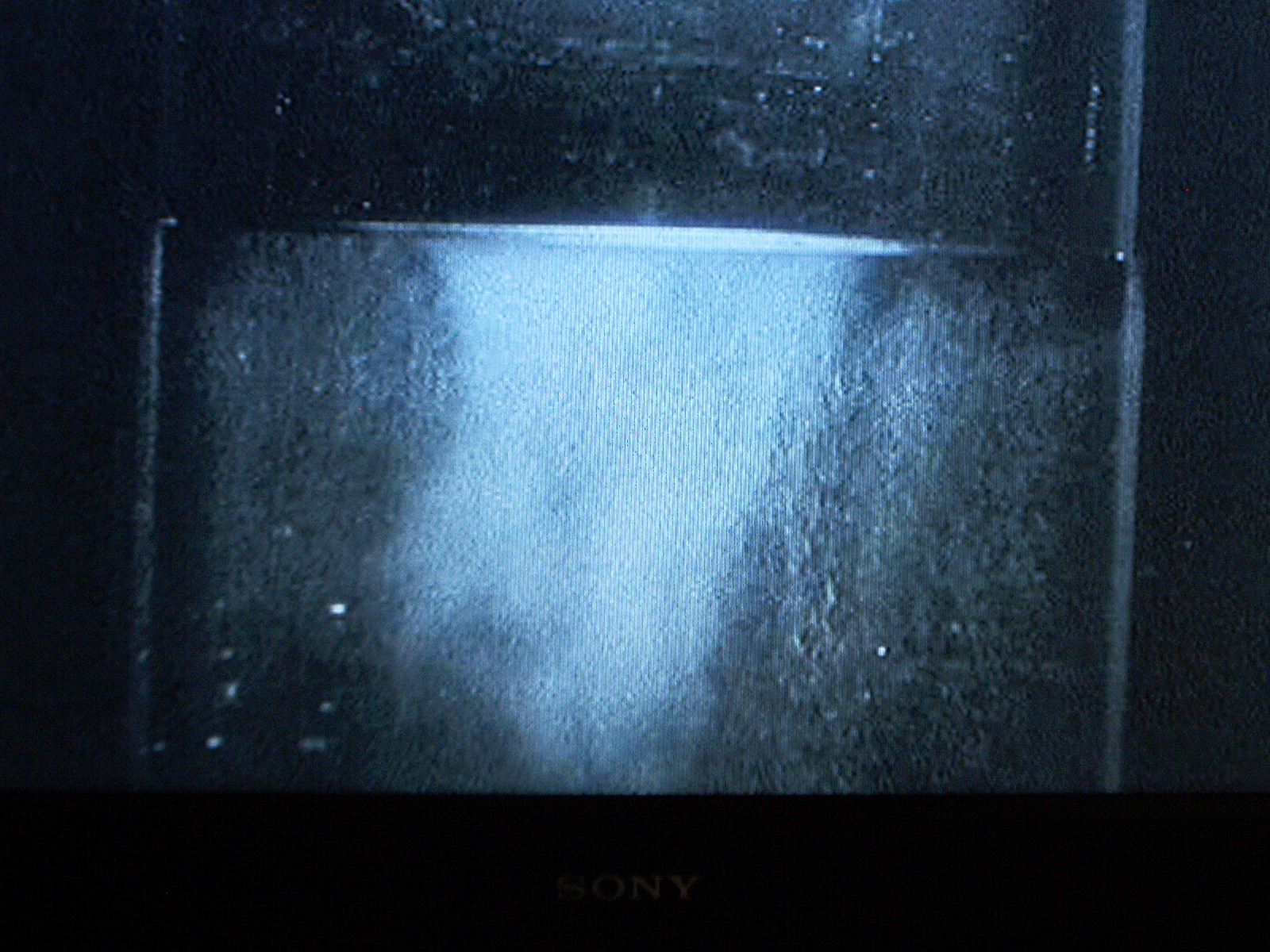
Heli líquid a 4.2 K i 1 atm, bullint de forma suau.
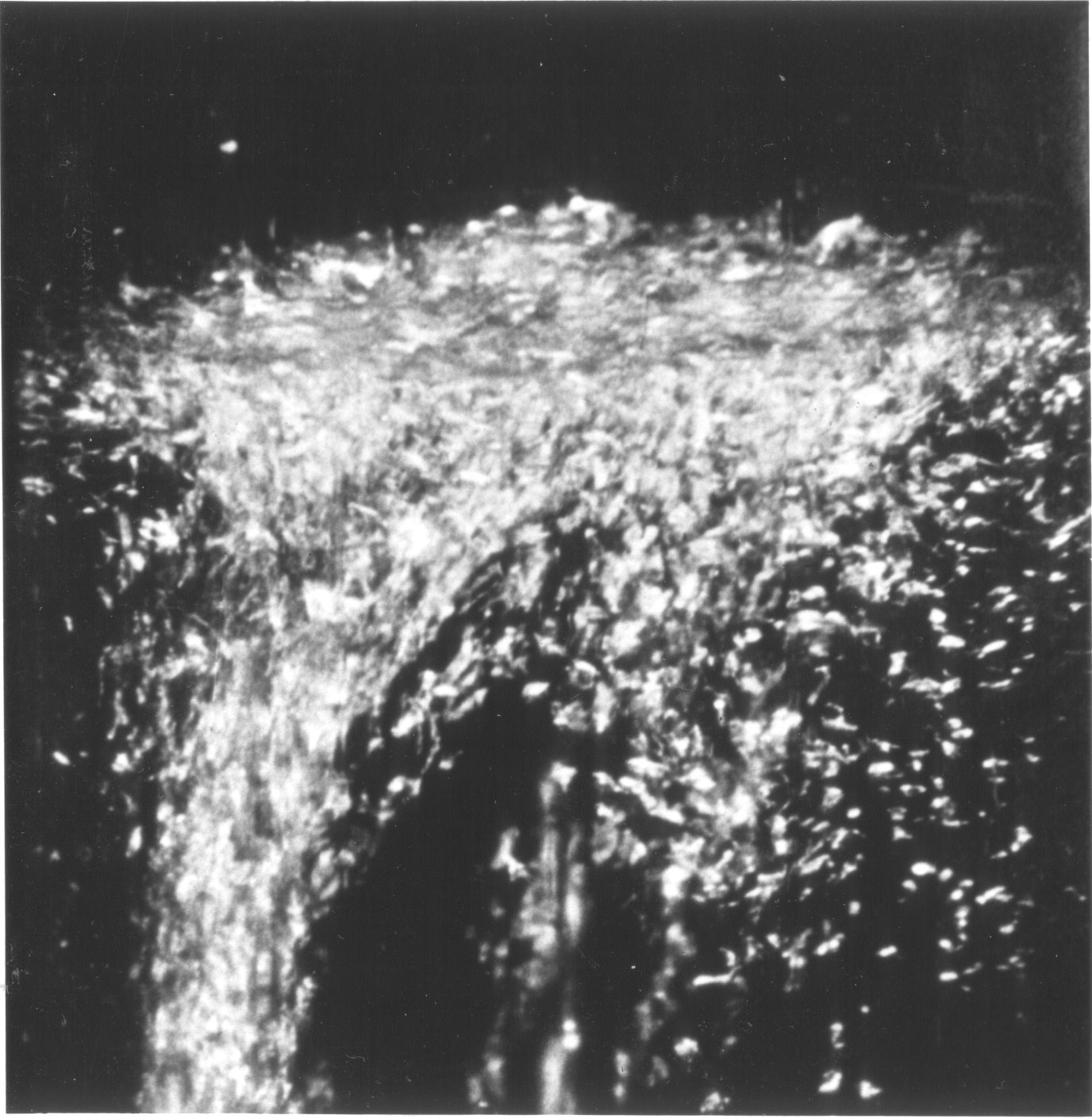
A 2,17 K, bull violentament,un instant, i s'atura poc després.
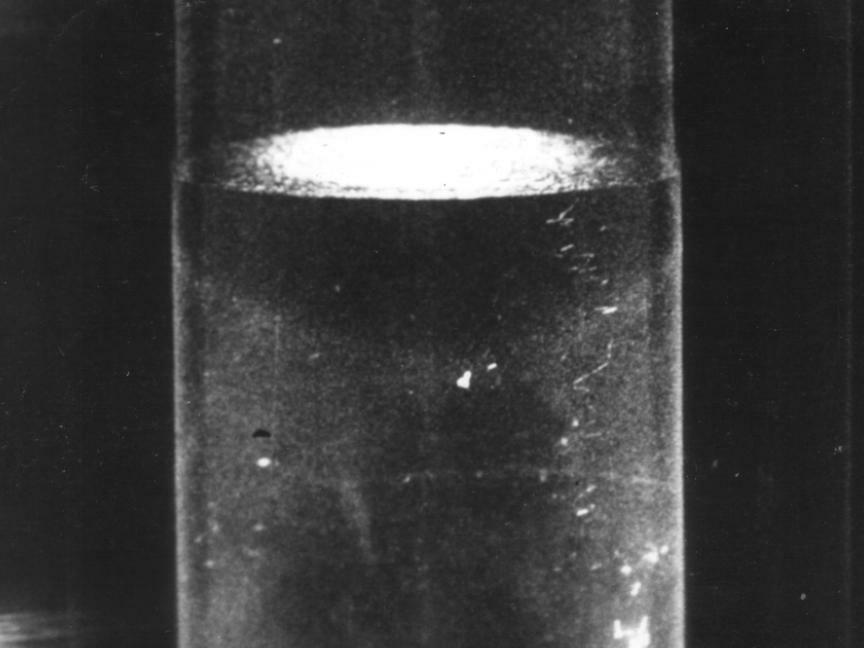
Fase suprefluida per sota de 2,17 K.